# Добренька (притока Берестової)
Добренька — річка у Берестинському районі Харківської області. Ліва притока Берестової (басейн Дніпра).

## Опис
Довжина річки приблизно 14 км. Формується з декількох безіменних струмків та водойм. Площа басейну 56,4 км².

## Розташування
Добренька бере початок на північно-східній стороні від села Дружба. Тече переважно на північний захід через села Добреньку та Мартинівку і впадає в річку Барестову, праву притоку Орілі. На деяких ділянках пересихає. 
Річку перетинає 3 автомобільні дороги М29 М18 Т 2119.